# Ana Mena
Ana Mena Rojas née le 25 février 1997 à Estepona, est une chanteuse, actrice et mannequin espagnole.

## Biographie
En 2010, Ana Mena participe à la version espagnole de l'émission de téléréalité musicale "My Camp Rock 2" de Disney, dont elle remporte la première place.
Sa carrière d'actrice commence en 2011 alors qu'elle apparaît dans la série télévisée Marisol, la película (2011),.
Sa carrière musicale débute quant à elle en 2016, alors qu'elle sort son premier single "No Soy Como Tú Crees". Elle a collaboré avec de nombreux artistes bien connus depuis, dont Becky G, CNCO, Emilia Mernes et Lali.
En 2018, elle sort son premier album studio, Index (es).
En 2022, elle participe au festival de Sanremo avec la chanson Duecentomila Ore.
Elle sort en 2023 son deuxième album studio Bellodrama.

## Filmographie
| Année      | Titre                | Rôle               | Remarques                                |
| ---------- | -------------------- | ------------------ | ---------------------------------------- |
| 2009       | Marisol, la película | Pépi               | Téléfilm                                 |
| 2010       | Supercharly          | Véronique Navarro  | 5 épisodes                               |
| 2010       | My Camp Rock (en)    | elle-même          | Gagnante                                 |
| 2013, 2017 | Tu cara me suena     | Abraham Mateo      | Interprète invitée (saison 3, épisode 9) |
| 2013, 2017 | Tu cara me suena     | Ariana Grande      | Interprète invitée (saison 6, épisode 8) |
| 2013-2014  | Vive cantado         | Paula Ruiz Almagro | Rôle récurrent                           |
| 2021       | Bienvenidos a Edén   | Judith             | Netflix (8 épisodes)                     |

| Année | Titre                        | Rôle                   | Remarques |
| ----- | ---------------------------- | ---------------------- | --------- |
| 2011  | La piel que habito           | Norma Ledgard (enfant) |           |
| 2018  | Viaje al cuarto de una madre |                        |           |

## Discographie

### Album studio
| Titre      | Des détails                                                                           | Pic sur SPA |
| ---------- | ------------------------------------------------------------------------------------- | ----------- |
| Index      | - Sortie : 11 mai 2018 - Label : Sony Espagne - Format : CD, téléchargement numérique | 9           |
| Bellodrama | - Sortie : 24 mars 2023 - Label : - Format :                                          |             |

### Singles
- 2016 – No Soy Como Tú Crees
- 2016 – Loco Como Yo
- 2016 – Se Fue
- 2017 – Ahora Lloras Tú (feat. CNCO)
- 2017 – Mentira (feat. RK)
- 2018 – Ya Es Hora (feat. Becky G et De La Ghetto)
- 2018 – D'estate Non Vale (avec Fred de Palma)
- 2018 – Pa' Dentro (feat. Sean Kingston)
- 2018 – A Quien Quiera Escuchar (avec Maldita Nerea)
- 2019 – El chisme (feat. Nio García et Emilia)
- 2019 – Una Volta Ancora/Se Iluminaba (avec Fred de Palma)
- 2019 – Ahí (avec Thalía)
- 2019 – Se Te Olvidó (avec Deorro)
- 2019 – Como El Agua (Remix) (avec Omar Montes)
- 2020 – Sin Aire
- 2020 – La Pared (avec DELLAFUENTE)
- 2020 – A Un Passo dalla Luna/A un Paso de La Luna (avec Rocco Hunt)
- 2021 – Solo (avec Omar Montes et Maffio)
- 2021 – Un Bacio all'improvviso/Un Beso de Improviso (avec Rocco Hunt)
- 2021 – Sol y mar (avec Federico Rossi)
- 2021 – Música Ligera
- 2022 – Duecentomila Ore/Cuando la Noche Arriba
- 2022 – Quiero Decirte (avec Abraham Mateo)
- 2022 – Mezzanotte/Las 12 (avec Belinda)
- 2022 – Ave de Paso (avec Pablo Alborán)
- 2023 – Un Clásico
- 2023 – Me He Pillao x Ti (avec Natalia Lacunza)
- 2023 – Lentamente
- 2023 – Viva el amor! (avec Paola & Chiara)
- 2023 – Acquamarina (avec Guè)
- 2023 – Melodia Criminal (avec Fred de Palma)
- 2023 - Madrid City
- 2024 - La Razón (avec Gale)
- 2024 - Carita Triste (avec Emilia)